# Emberizidae
Famille
Les Emberizidae (ou emberizidés en français) sont une famille de passereaux de l'ancien monde constituée d'un genre de 44 espèces, depuis la création d'une nouvelle famille, les Passerellidae, qui regroupe tous les anciens genres, à l'exception des Emberiza et des genres Porphyrospiza et Gubernatrix, rattachés à la famille des Thraupidae.

## Liste des genres
D'après la classification de référence (8.1, 2018) du Congrès ornithologique international (ordre alphabétique) :
- Emberiza (44 espèces)

### Anciennement
- Aimophila (3 espèces) (rattaché à la famille des Passerellidae)
- Ammodramus (9 espèces) (rattaché à la famille des Passerellidae)
- Amphispiza (2 espèces) (rattaché à la famille des Passerellidae)
- Arremon (19 espèces) (rattaché à la famille des Passerellidae)
- Arremonops (4 espèces) (rattaché à la famille des Passerellidae)
- Artemisiospiza (2 espèces) (rattaché à la famille des Passerellidae)
- Atlapetes (30 espèces) (rattaché à la famille des Passerellidae)
- Calamospiza (1 espèce) (rattaché à la famille des Passerellidae)
- Chlorospingus (9 espèces) (rattaché à la famille des Passerellidae)
- Chondestes (1 espèce) (rattaché à la famille des Passerellidae)
- Gubernatrix (1 espèce) (rattaché à la famille des Thraupidae)
- Junco (4 espèces) (rattaché à la famille des Passerellidae)
- Melospiza (3 espèces) (rattaché à la famille des Passerellidae)
- Melozone (8 espèces) (rattaché à la famille des Passerellidae)
- Oriturus (1 espèce) (rattaché à la famille des Passerellidae)
- Passerculus (1 espèce) (rattaché à la famille des Passerellidae)
- Passerella (4 espèces) (rattaché à la famille des Passerellidae)
- Peucaea (8 espèces) (rattaché à la famille des Passerellidae)
- Pezopetes (1 espèce) (rattaché à la famille des Passerellidae)
- Pipilo (5 espèces) (rattaché à la famille des Passerellidae)
- Pooecetes (1 espèce) (rattaché à la famille des Passerellidae)
- Porphyrospiza (1 espèce) (rattaché à la famille des Thraupidae)
- Pselliophorus (2 espèces) (rattaché à la famille des Passerellidae)
- Rhynchospiza (2 espèces) (rattaché à la famille des Passerellidae)
- Spizella (7 espèces) (rattaché à la famille des Passerellidae)
- Torreornis (1 espèce) (rattaché à la famille des Passerellidae)
- Xenospiza (1 espèce) (rattaché à la famille des Passerellidae)
- Zonotrichia (5 espèces) (rattaché à la famille des Passerellidae)

## Liste des espèces
D'après la classification de référence (version 5.2, 2015) du Congrès ornithologique international (ordre phylogénique) :